# 悬铃花
悬铃花（学名：Malvaviscus arboreus）是锦葵科悬铃花属的一种，是木槿族的成员之一，原生于美国东南部、墨西哥、中美洲和南美洲。其种小名“arboreus”意为“树形”，指的是本种成熟时的乔木形态。本种是很受欢迎的观赏植物。它的花朵不会完全开放，被认为有助于吸引蝴蝶和蜂鸟。

## 分布
本种原产于中美洲，包括墨西哥、西印度群岛东北部和美国墨西哥湾沿岸，是德克萨斯州和路易斯安那州沿海的一种灌木。

## 生境与生态

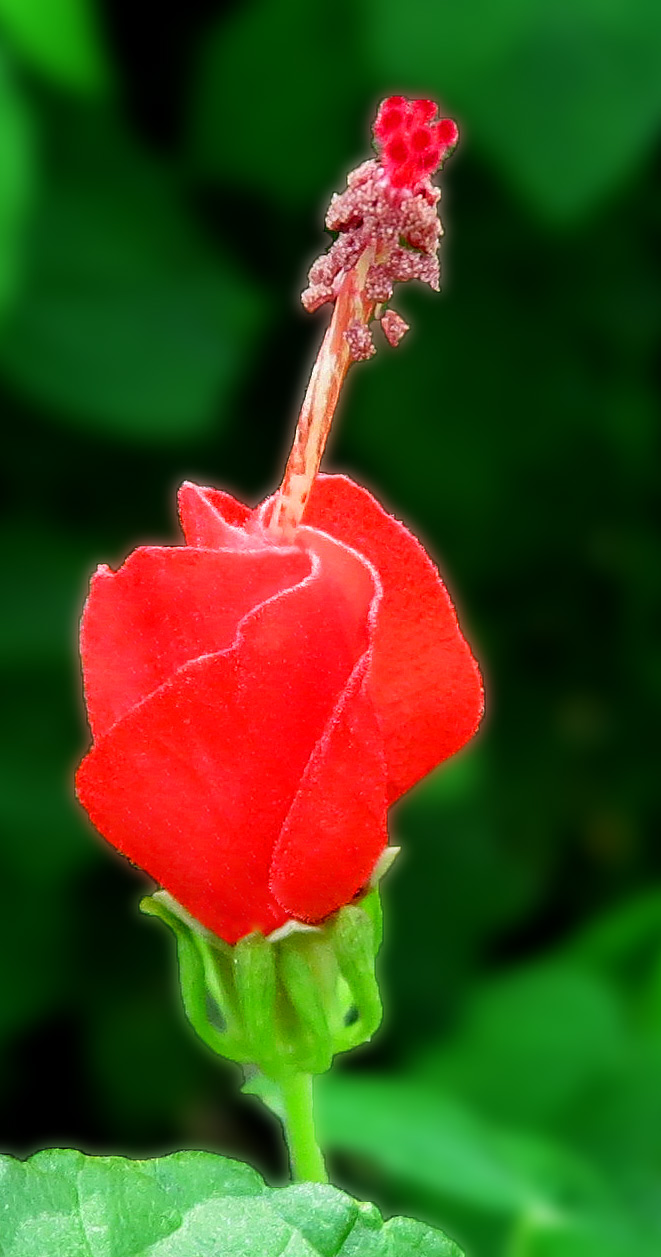
原生于德州的悬铃花

本种是一种常见的林下灌木，常见于德州，是雌性和幼年（Archilochus colubris）和黑嘴蜂鸟（A. alexandri）的重要食物来源。每朵花开放两天，但第一天花蜜更多。
例如在墨西哥尤卡坦地区沿海的Petenes红树林，本种是当地植物群落中的一个亚优势物种。悬铃花白翅弄蝶（Heliopetes macaira）的毛虫将本种做为主要的寄主。

## 栽种
悬铃花通常在美国南部阴凉到阳光充足、有蝴蝶和蜂鸟出没的地方种植。可以通过新鲜种子或嫩枝扦插繁殖。它通常在5月至11月开花，但整个温和的冬季都会开花。

## 变种
- 原变种 Malvaviscus arboreus var. arboreus
- 小悬铃花 Malvaviscus arboreus var. drummondii (Torr. & A.Gray) Schery (= Malvaviscus drummondii Torr. & A.Gray)[9]
- 南美朱槿 Malvaviscus arboreus var. mexicanus Schltdl.[10]